# 成纪县
成纪县，中国古县名，其址历史上曾有迁移，但是都在今天甘肃省东南部，处于平凉市和天水市辖区内。南北朝及隋唐时，与狄道县同为陇西李氏祖籍而知名。
成纪在战国时便设县，秦朝统一时属于陇西郡，县址大约在今天天水市秦安县西北叶堡川。汉武帝增置天水郡，成纪从此归天水（东汉短暂改名汉阳）。北魏时，成纪县被废置，但是到北周又被恢复。唐朝时，县址被迁移到今天天水市秦州区，并成为秦州（天水郡）的州治。北宋时州治迁到上邽县（今天水市市区），成纪的县名随之移动，明省成纪县，称秦州。
成纪是传说为古代伏曦出生的地方，历史记载为元代一县，位于今天水秦安和平凉静宁的交汇处，古书记载为陇山以西（现六盘山），最为确切为今天天水市秦安县西北叶堡川。